# Baniana hampsoni
Baniana hampsoni là một loài bướm đêm trong họ Erebidae.